# Alekseevka (Oblast' autonoma ebraica)
Alekseevka (in lingua russa Алексеевка) è un centro abitato dell'Oblast' autonoma ebraica, situato nel Birobidžanskij rajon.